# Lisa Lynne
Lisa Lynne – harfistka amerykańska wykonująca muzykę celtycką, multiinstrumentalistka.
Jako artystka związana z Windham Hill i New Earth Records jest znana zarówno w kręgach muzyki folk, jak i new age. Brała zresztą udział w projektach muzycznych, takich, jak choćby „Celtic Zen”.
Sama artystka uważa jednak, że termin „new age” do jej muzyki nie pasuje, za wiele w niej bowiem „old age” – muzyki dawnej i renesansowej.

## Dyskografia
- Secret Songs (Lavender Sky Music)
- Silent Night (Lavender Sky Music)
- Hopes & Dreams (New Earth Records)
- Maiden’s Prayer (New Earth Records)
- Love & Peace (Lavender Sky Music)
- Fairie Tales (Lavender Sky Music)
- New Morning (Lavender Sky Music)
- Quiet Heart (Lavender Sky Music)
- Daughters of the Celtic Moon (Windham Hill Records)
- Moonsongs (Lavender Sky Music)
- Seasons of the Soul (Windham Hill Records)